# Рокгемптон
Рокгемптон, устар.Рокхемптон (англ. Rockhampton) — город в восточной части австралийского штата Квинсленд, центр одноимённого района местного самоуправления. Население города по оценкам на 2006 год составляло примерно 69 тысяч человек, а население всего района — 111,5 тысяч человек (2008 год). Ближайший крупный город — Гладстон (расположен в 100 километрах на юго-востоке). Вместе с прилегающей областью выделяется в отдельный регион под названием Побережье Козерога.

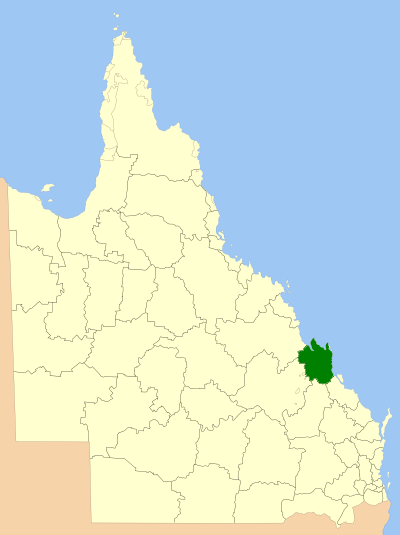
Расположение района

## География
Восточной и северной границей района Рокгемптон является побережье Кораллового моря. По центральной части протекает главная река района — Фицрой, длина которой составляет 480 км. В долине реки расположены плодородные земли, пригодные для земледелия и скотоводства. В 40 километрах от устья реки расположен город Рокгемптон, первоначально создававшийся как город — речной порт.
На расстоянии 90 километров от побережья района Рокгемптон начинаются острова Большого барьерного рифа.

## История
До прихода европейцев в районе Рокгемптон традиционно проживали австралийские аборигены племени дарумбал (англ. Darumbal).
Европейская история этого района началась в 1853 году, когда в область, которую позже назовут «Рокгемптон», пришли в поисках пастбищ братья Чарльз и Уильям Арчер. В 1854 году правительство Нового Южного Уэльса создало новый район Лейхгардт (англ. Leichhardt), охватывающий область вокруг реки Фицрой.
Рекой было удобно пользоваться для транспортировки различной продукции из внутренних территорий района на побережье. В месте, где на реке было природное образование, препятствующее судоходному движению выше по течению, образовалась первая деревня с одноименным названием — «Рокгемптон» (англ. Rockhampton от rock — камень и hamper — затруднять движение). Официальной датой рождения поселения Рокгемптон принято считать 25 октября 1858 года.
Как и многие другие австралийские города, Рокгемптон начал активно развиваться благодаря открытию золота в прилегающих районах. Постепенно он становится столицей всего Северного Квинсленда. В центре города начинают строить новые здания, большинство из которых сохранились до наших дней, как например здание банка (1888 год), отеля (1898 год), почтового отделения (1892 год).
Во время Второй мировой войны рядом с городом была расположена военная база США. База была рассчитана на 70 000 военнослужащих и являлась промежуточным пунктом перемещения войск в районы боевых действий на Тихом океане и Новой Гвинеи. И в настоящее время к северу от города, в районе Шоулуотер-Бей (англ. Shoalwater Bay), расположен обширный наземный и воздушный тренировочный полигон военной подготовки Силы обороны Австралии (англ. Shoalwater Bay Military Training Area).

## Инфраструктура

### Вода
Из-за отсутствия на всей территории штата Квинсленд крупных водохранилищ в районе Рокгемптон бывают периоды, когда ощущается нехватка пресной воды. Основным источником пресной воды является река Фицрой, площадь её бассейна — около 142 664 км². На реке построены ряд плотин, которые отделяют приливную солёную воду от пресной и плотины создающие искусственные водохранилища пресной воды. В летний сезон дождей водохранилища наполняются водой, которая используется целый год для нужд сельского хозяйства, населения и промышленных предприятий района.
Самая большая плотина (англ. Fitzroy River Barrage) была введена в эксплуатацию в 1971 году. Плотина начинается в черте города и сдерживает озеро длиной в 60 км.

### Энергетика
В 23 км на юго-запад от города Рокгемптон находится одна из трех крупнейших электростанций Квинсленда — электростанция Стэнуэлл (англ. Stanwell). Она была введена в эксплуатацию в 1993 году, оснащена четырьмя паровыми турбинами, электрическая мощность — 1 400 МВт, в качестве топлива используется уголь.

### Транспорт
Рокгемптон является важным транспортным узлом центральной части Квинсленда. Через него проходят основные автомагистрали, железная дорога, рядом с городом расположен аэропорт местного значения.
Автомагистраль «Брюс» (англ. Bruce Highway) идет вдоль побережья штата Квинсленд и пересекает Рокгемптон с юга на север. Двигаясь по ней на юг, можно добраться до столицы штата Брисбена за 7,5 часов, а двигаясь на север, можно попасть в самый северный город Квинсленда — Кэрнс. Автомагистрали «Каприкорн» (англ. Capricorn) и «Барнет» (англ. Burnett) ведут к городам, расположенным на западе, в центральной части штата.
Общественный транспорт города включает автобусное сообщение между всеми основными районами города, прибрежной зоной и соседними городами, также можно воспользоваться услугами такси. По железной дороге (англ. North Coast railway line), между Рокгемптоном и Брисбеном, шесть дней в неделю ходит экспресс-поезд. Через Рокгемптон также проходит поезд из Брисбена до Кэрнса.
Аэропорт Рокгемптона имеет важное значение для местного туристического бизнеса. Расположенный на юго-западной окраине города, он является двенадцатым внутренним аэропортом страны по пассажиропотоку. Аэропорт предлагает рейсы до крупных городов Австралии, включая Брисбен, Сидней, Кэрнс, Таунсвилл, Маккай, Гладстон и Мельбурн. Аэропорт также является базой для службы «Летающий Доктор» (англ. Flying Doctor Service) и здесь базируются вертолеты службы спасения. Ближайший международный аэропорт — Аэропорт Брисбен.

### Грузовой порт
Погрузочный терминал Порт-Алма (англ. Port Alma Shipping Terminal) входит в состав корпорации Гладстон-Порт (англ. Gladstone Ports Corporation). Расположен в 45 километрах на юго-восток от Рокгемптона на южной оконечности дельты реки Фицрой. Порт-Алма принимает и отправляет на экспорт как обычные, так и специальные грузы, включая аммиачную селитру, взрывчатые вещества, металлолом, соль, замороженную говядину и жир. Рядом с погрузочным терминалом расположены «солевые поля» компании Cheetham Salt, на которых добывают соль из морской воды.

## Туризм

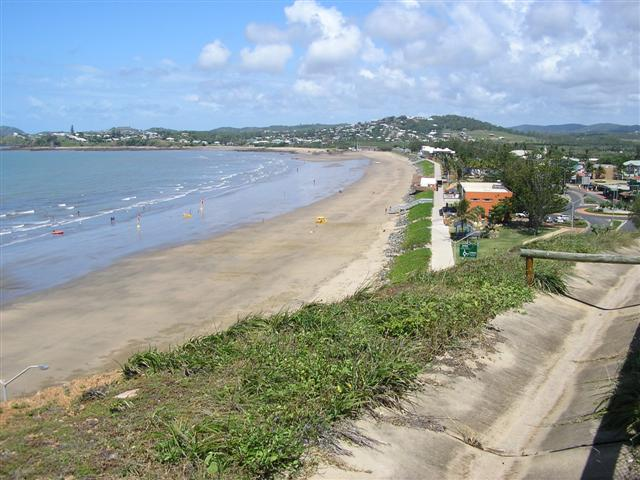
Курортный городок Йеппун

300 солнечных дней в году, субтропический климат, близость морского побережья и большое количество местных достопримечательностей позволяют привлекать туристов в Рокгемптон круглый год.

### Достопримечательности
- Городская архитектура — центр города сохранил большое количество старинных зданий постройки конца XIX—начала XX века. Здесь можно найти много прекрасных примеров английской «колониальной» архитектуры — здания с высокими потолками и широкими верандами, помогавшими в борьбе с тропической жарой. Данный стиль является типичным для зданий, строившихся в то время от Калькутты до Сингапура.
- Отдых на побережье — излюбленным местом отдыха туристов являются пляжи, раскинувшиеся по побережью Кораллового моря, между курортными городками Йеппун (англ. Yeppoon) и Имью-Парк (англ. Emu Park), а также пляжи острова Грейт-Кеппел (англ. Great Keppel Island). Данный район носит название побережье Каприкорн (англ. Capricorn Coast).
- Ботанический сад (англ. Rockhampton Botanic Gardens) — основан в 1869 году, расположен на Спенсер-стрит (англ. Spencer Street) в южной части города. В Ботаническом саду можно увидеть редкие виды пальм, папоротников и многие другие редкие растения.
- Зоопарк (англ. Rockhampton Zoo) — расположен рядом с Ботаническим садом. Здесь представлены животные и птицы Австралии, включая коал, шимпанзе, морских крокодилов, пресноводных крокодилов, красных кенгуру и редких казуаров.
- Сад Кершоу (англ. Kershaw Gardens) — общественный сад, расположенный в северной части города на автомагистрали «Брюс». Сад был официально открыт в 1988 году. Все растения сада местного происхождения, в северной части расположен искусственный водопад.
- Галерея искусств (англ. Rockhampton Art Gallery) — расположена рядом с театром Пилбим (англ. Pilbeam Theatre). Галерея принадлежит правительству Рокгемптона, на выставке представлены в основном работы австралийских художников с 1940-х годов до 1970-х годов.
- Музей железнодорожного транспорта Арчер-Парк (англ. Archer Park Steam Tram Museum) — расположен рядом с железнодорожной станцией города Арчер-Парк (построена в 1899 году). Музей посвящён истории железнодорожного транспорта, здесь представлены редкие экспонаты железнодорожной техники.
- Деревня Херитедж (англ. Rockhampton Heritage Village) — настоящая деревня-музей. Здесь посетители могут очутиться в старом городе Рокгемптон, когда не было электричества, увидеть выставку старых автомобилей, сельскохозяйственную технику и другие экспонаты.
- Национальный парк Гора-Арчер (англ. Mt Archer National Park) — расположен на горе Арчер в северо-восточном пригороде Рокгемптона. Высота верхней точки горы составляет 604 метров над уровнем моря, с неё открывается прекрасный вид на город и его окрестности.
- Пещеры Каприкорн (англ. Capricorn Caves) — система пещер Каприкорн расположена в 23-х километрах севернее Рокгемптона. Пещеры были впервые открыты в 1882 году, и почти сразу были превращены в популярный аттракцион. В настоящее время Пещеры Каприкорн является одной из старейших достопримечательностей в Квинсленде.

## Климат

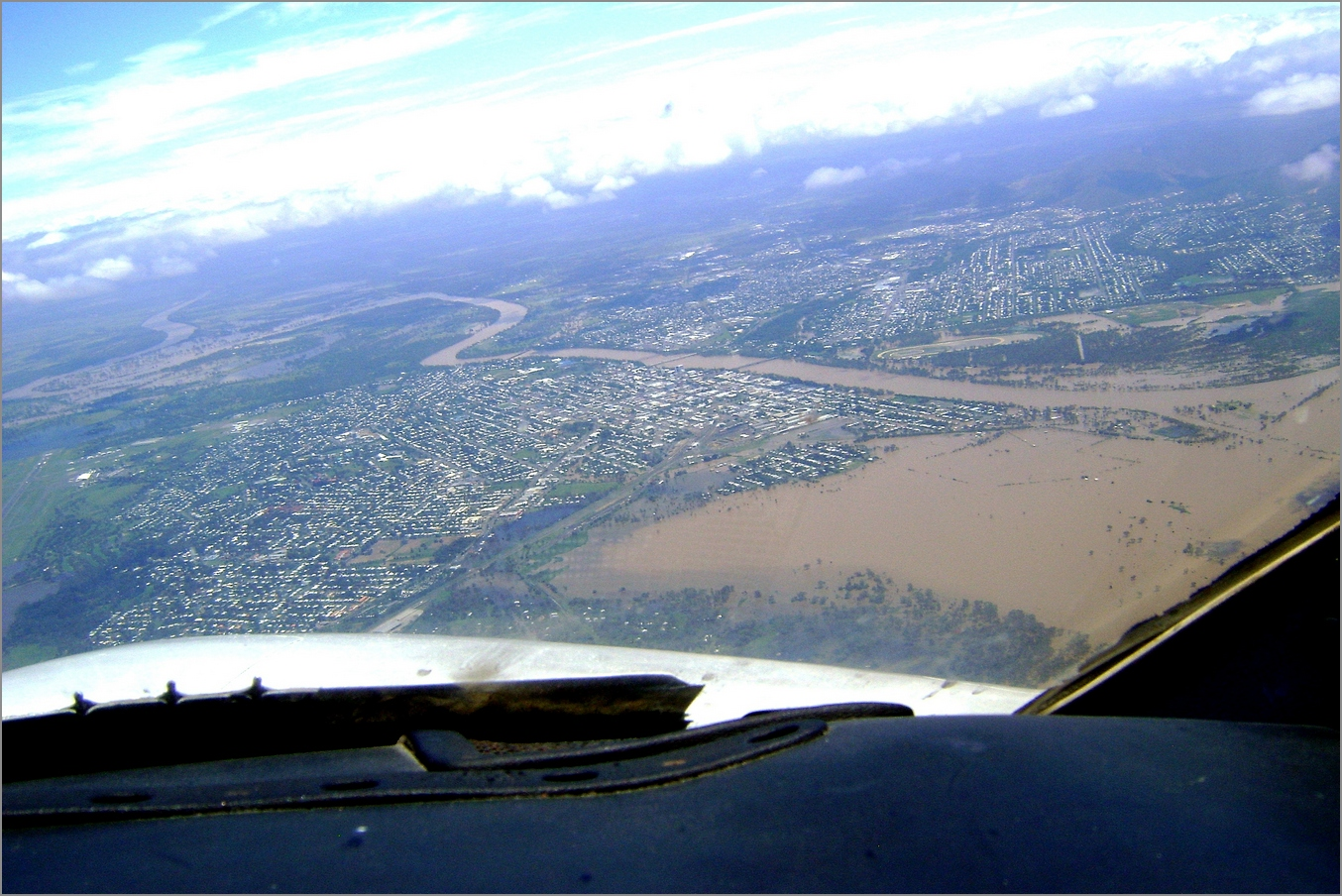
Наводнение в Рокгемптоне, январь 2011 года

Рокгемптон расположен в зоне субтропического климата по классификации Кёппена. Через город проходит линия Тропика Козерога (англ. Tropic of Capricorn). Данный факт является причиной частоты использования слова «Каприкорн» в названиях различных мест района.
В целом климат можно охарактеризовать как комфортный. До города не доходят ни тропические муссоны с севера ни более холодные воздушные массы с юга. В году здесь можно выделить два различных периода — сезон дождей, который длится с ноября по март и сухой сезон с апреля по октябрь, в среднем за год выпадает около 800 мм осадков. Летом, в течение дня, температура может превышать 32 °C, а к ночи снижается до 21 °C. В течение зимы дневная температура колеблется около 24 °C, средняя ночная температура около 10 °C.
Несмотря на умеренное количество осадков, в сезон дождей река Фицрой может разливаться. Самое сильное наводнение было зарегистрировано в январе 1918 года, вода превысила нормальный уровень на 10 метров. Два последних крупных наводнения произошли в январе и марте 2008 года.
Самое сильное наводнение за последние 90 лет произошло в январе 2011 года. Уровень воды в реке превысил нормальный уровень на 9,2 метра. Затопленными оказались все основные городские автомагистрали, городской аэропорт, значительная часть городских кварталов.
| Показатель                                                              | Янв.  | Фев.  | Март | Апр. | Май  | Июнь | Июль | Авг. | Сен. | Окт. | Нояб. | Дек.  | Год   |
| ----------------------------------------------------------------------- | ----- | ----- | ---- | ---- | ---- | ---- | ---- | ---- | ---- | ---- | ----- | ----- | ----- |
| Средний суточный максимум, °C                                           | 31,9  | 31,3  | 30,5 | 28,8 | 26,0 | 23,5 | 23,1 | 24,7 | 27,3 | 29,6 | 31,2  | 32,1  | 28,3  |
| Средний суточный минимум, °C                                            | 22,1  | 22,1  | 20,8 | 17,8 | 14,2 | 10,9 | 9,5  | 10,6 | 13,6 | 17,0 | 19,5  | 21,2  | 16,6  |
| Норма осадков, мм                                                       | 127,6 | 143,0 | 96,5 | 44,4 | 48,1 | 39,0 | 29,6 | 27,6 | 23,1 | 50,2 | 69,8  | 101,4 | 799,9 |
| Источник: http://www.bom.gov.au/climate/averages/tables/cw_039083.shtml |       |       |      |      |      |      |      |      |      |      |       |       |       |